# Parabéns a Você

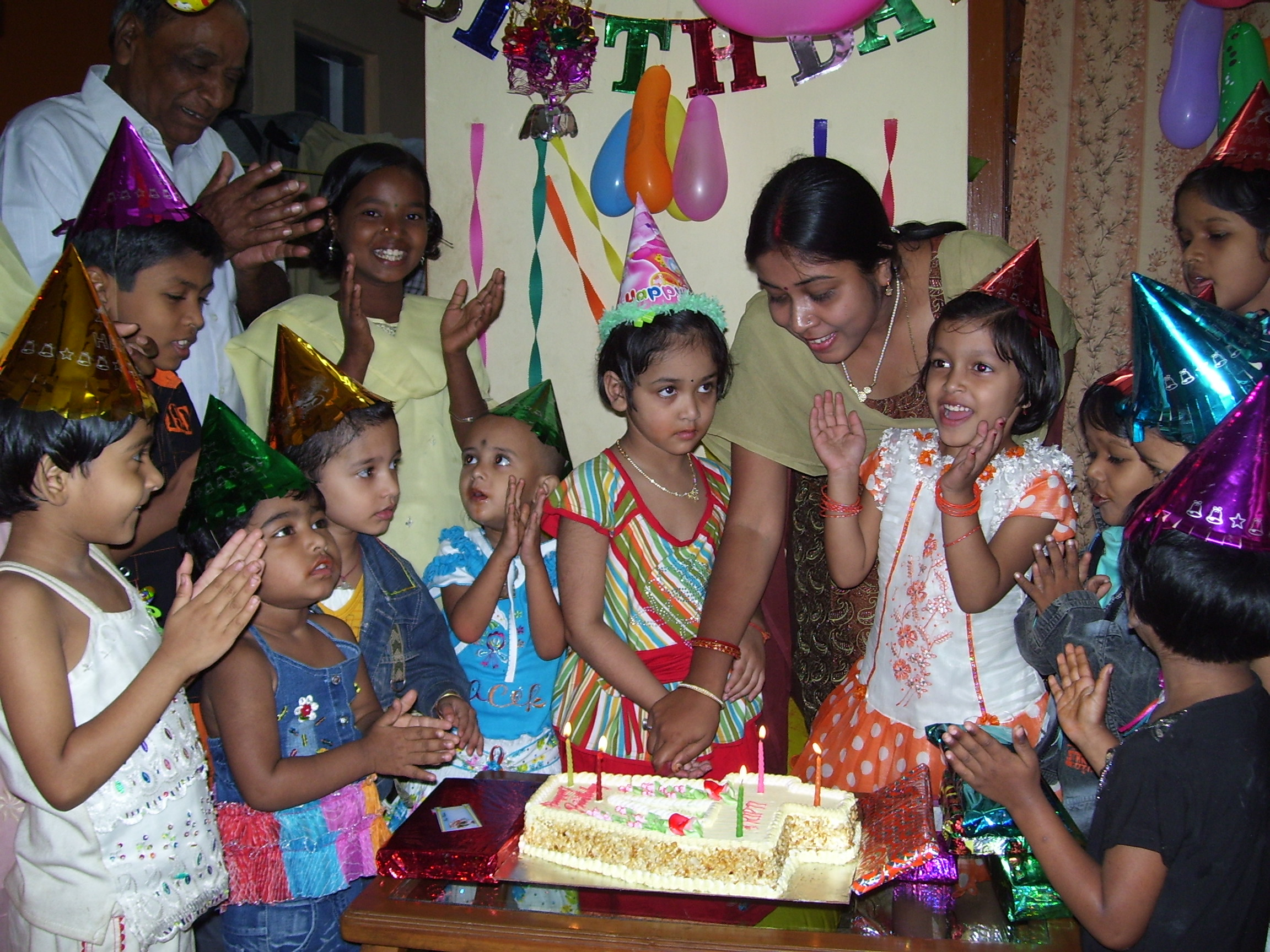
Pessoas cantam, batendo palmas, numa festa de aniversário - forma usual de execução da canção Parabéns a Você.

"Parabéns a Você" (no Brasil, popularmente alterado para "Parabéns para Você" ou mais habitualmente "Parabéns pra Você") é o título em português para a canção tradicional de origem estadunidense "Happy Birthday to You", cantada nas comemorações de aniversários das pessoas, e que em 1942 teve uma letra adaptando-a no Brasil por Bertha Celeste, a qual também é utilizada em Portugal.
Uma das mais famosas performances da canção deu-se em 1962, quando a atriz Marilyn Monroe entoou Happy Birthday, Mr. President numa festa em homenagem a John F. Kennedy, gerando imagens ao mesmo tempo sensuais e escatológicas: ela morreria meses depois, e JFK em menos de um ano e meio.

## Histórico
A melodia de "Parabéns a Você" tem origem na canção "Good Morning to All" ("Bom dia a todos"), das irmãs e professoras norte-americanas Mildred J. Hill e Patty Hill em 1893, que resolveram compor uma canção para as crianças cantarem na entrada da escola. A melodia era acompanhada pela repetição do título quatro vezes. Isto ocorreu no ano de 1875.
As duas registraram a composição em 1893, até que em 1924, a composição foi publicada num livro de Robert Coleman, que trazia partituras intitulado "Celebrations Songs", tendo conservado a melodia e alterado o verso para Happy Birthday to You" ("Feliz Aniversário a Você").
Em 1933, um musical intitulado justamente de Happy Birthday to You estreou na Broadway, trazendo em seu repertório a versão publicada no livro - o que levou à popularização. Jessica Hill, irmã das verdadeiras autoras, ingressou neste mesmo ano na justiça reivindicando os direitos autorais, saindo vitoriosa.
Na versão adaptada de 1933, o refrão "happy birthday to you" era repetido quatro vezes, sendo que na terceira vez o "to you" era substituído por "dear" seguido pelo nome do aniversariante.

### Brasil

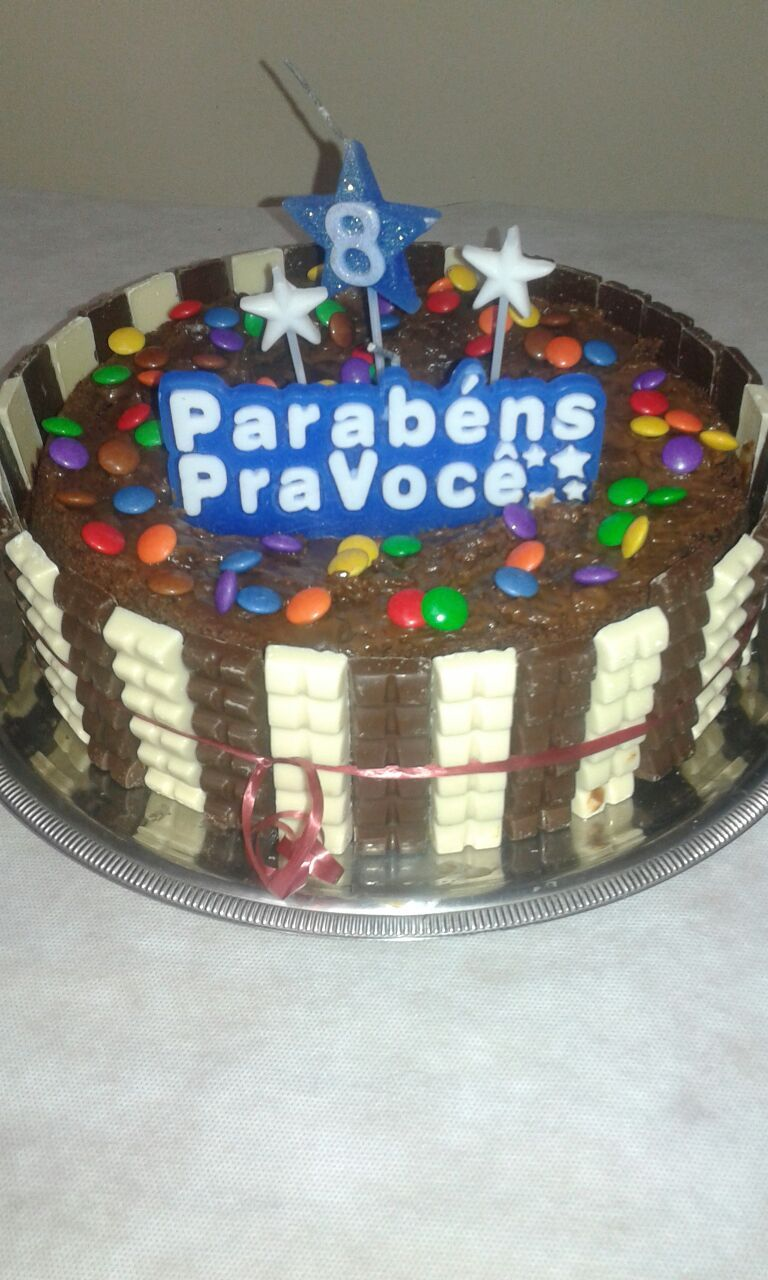
Bolo brasileiro, com a versão "errada" da letra.

A música chegou ao Brasil ainda cantada em inglês, no final da década de 1930. O compositor e radialista Almirante, da Rádio Tupi do Rio de Janeiro, organizou em 1942 um concurso para escolher uma letra que casasse com a melodia de "Happy Birthday To You"; dentre cerca de 5 mil participantes, a vencedora escolhida pelo júri composto por imortais da Academia Brasileira de Letras foi Bertha Celeste Homem de Mello, paulista de Pindamonhangaba.
Almirante recebera mais de cinco mil cartas com propostas de letras, sendo que a versão eleita fora escrita por Bertha, então com 40 anos de idade, em apenas cinco minutos: os jurados Olegário Mariano, Cassiano Ricardo e Múcio Leão a escolheram principalmente por trazerem versos diferentes para cada linha, ao invés de repetirem o mesmo como na versão americana, fórmula que fora seguida pela grande maioria dos candidatos.
Bertha, até sua morte em 1999, fazia questão de que as pessoas cantassem a letra do jeito que escrevera, tal como no excerto abaixo:
| “ | Parabéns a você, nesta data querida, muita felicidade, muitos anos de vida | ” |

No país, é costume declamar o seguinte bordão, após cantar esta música ao aniversariante:
| “ | É pique, é pique. É pique, é pique, é pique! É hora, é hora. É hora, é hora, é hora! Rá-tim-bum! (Nome do aniversariante 3 vezes) | ” |

Uma das possíveis origens para este bordão é o ambiente acadêmico da Faculdade de Direito do Largo São Francisco, cujos estudantes eram convidados para festas de aniversário e utilizavam os seus bordões de costume para animá-las. O bordão é uma colagem de diversos outros bordões usados pelos estudantes, como pic-pic referindo-se a um dos estudantes que mantinha consigo uma tesoura para aparar a barba e o bigode e "rá-tim-bum", que teria se originado do nome Timbum de um rajá indiano que teria visitado a faculdade.
Já o Dicionário Etimológico Nova Fronteira da Língua Portuguesa diz que a origem da palavra "Rá-tim-bum" é uma onomatopeia que faz imitação do som emitido por uma bandinha de circo ou uma fanfarra quando quer chamar a atenção sobre uma finalização de uma apresentação. A caixa faz “TARARÁ!”, os pratos fazem “TIM!”, e o bumbo faz “BUM!” - ”TARARÁ TIM BUM”. Para tornar a palavra mais curta e fácil de falar elipsaram o “TARÁ” e ficou só o “RÁ”: “RÁ-TIM-BUM”, com três sílabas de bom efeito sonoro.

#### Parabéns Gaúcho
O chamado Parabéns Crioulo ou Parabéns Gaúcho ou Parabéns Gaudério é uma versão regional da canção do Parabéns a Você, criada e utilizada no estado brasileiro do Rio Grande do Sul. A letra foi composta entre as décadas de 1950 e 1960 por Dimas Costa, poeta, radialista e folclorista brasileiro, e a música foi composta por Eleu Salvador, ator, compositor e dublador. "É um refrão repetido 3x e duas declamações no meio".
| “                                                                      | O fato de ter uma canção própria de parabéns, diferente do padrão nacional, reforça a identidade gaúcha e gera um sentimento de pertencimento a quem nasceu no estado, esteja onde estiver. | ” |
| — Alessandro Gradaschi, presidente do Movimento Tradicionalista Gaúcho | |   |

Em nível estadual, passou a ser muito popular em 1969, quando foi gravada pelo cantor José Mendes, no disco 'Andarengo' (faixa 6 do lado A). Em nível nacional, a canção ganhou maior visibilidade em 06 de abril de 2025, quando foi cantada por Vitória Strada, participante do BBB 25.

### Portugal
Em junho de 2016, a versão de “Happy Birthday” foi considerada de domínio público, sem ter que pagar direitos de autor para a execução pública, em um processo que tramitava desde 2013.

## Direitos autorais
Até 1989 a canção tinha os direitos autorais administrados pela empresa Birchtree Ltd. que, naquele ano, foi vendida à Warner Music; a companhia estimava, na época, que receberia 50 mil dólares sempre que ela fosse executada num filme, entre 750 e 5 mil dólares para execuções na televisão, com uma estimativa de recebimento total por ano de um milhão de dólares em royalties. Segundo a revista americana Forbes a execução comercial da música rendia em média aos cofres da Warner, mais de 2 milhões de dólares anuais.

### Domínio público obtido judicialmente
A Warner exigira que a cineasta Jennifer Nelson, que realizava um documentário sobre as irmãs Hill, pagasse uma taxa de 1.500 dólares pelo uso da canção na trilha sonora; inconformada com esta cobrança, Nelson então processou a empresa, a fim de demonstrar que ela não tinha direito algum de realizar tal cobrança. A empresa tencionava continuar as cobranças de todos que fizessem uso comercial da canção até 2030, com um lucro estimado até lá de 14 milhões de dólares.
Segundo argumentou o advogado de Nelson, Mark C. Rifkin, que ajuizara a ação em 13 de junho de 2013, Happy Birthday era uma simples adaptação pública da canção original: "É uma música criada pelo público, pertence ao público, e que precisa voltar para o público".
A história do grande lucro gerado pela canção foi acompanhada pelo professor da George Washington University Robert Brauneis, autor de artigo de 68 páginas intitulado “Copyright and the World’s Most Popular Song", que declarava que era bastante duvidoso que ela ainda estivesse sob a proteção do "copyright"; embora não fosse consultor no processo, o trabalho de Brauneis foi usado como argumento.
Em 22 de setembro de 2015, finalmente, o juiz George H. King, de um tribunal federal de Los Angeles, decidiu que a canção já era de domínio público. No dia 8 de fevereiro de 2016 a Warner pagou 14 milhões de dólares num acordo judicial para que não seja processada pela cobrança indevida durante todo o tempo em que se arvorou em detentora dos direitos de "Happy Birthday".